# 科瓦利斯 (堪薩斯州)
科瓦利斯（英語：Corvallis）是位於美國堪薩斯州史密斯縣的一個鬼鎮。

## 歷史
科瓦利斯的郵政局於1875年設立，其後於1888年遷至阿瑟爾。

## 地理
科瓦利斯所處的海拔為高於海平面490米（即1608英呎），而該地所採用的時區為UTC-6，即北美中部時區（CST）。同時該地設有夏令時間，為UTC-6調快一小時，即UTC-5（CDT）。